# Konrad Kujau
Konrad Kujau, né le 27 juin 1938 à Löbau (Saxe) et mort le 12 septembre 2000 à Stuttgart (Bade-Wurtemberg), est un faussaire allemand connu pour son faux journal intime d'Adolf Hitler, dénommé Carnets d'Adolf Hitler ou Le Journal intime d'Adolf Hitler.

## Biographie
Il a grandi en Saxe. Sa famille a été déchirée lors des bombardements de Dresde en février 1945. Ensuite, il passe son enfance et sa jeunesse dans un orphelinat jusqu'à ce que les membres de sa famille se réunissent en 1951. Après son baccalauréat en 1956, il est inscrit à l'Académie des beaux-arts de Dresde jusqu'en 1957. Ensuite, il quitte la RDA.
Konrad Kujau est né le 27 juin 1938 à Löbau, dans la Saxe, le troisième d'une fratrie de cinq. Son père, Richard, est cordonnier. C'est une famille modeste, et comme beaucoup d'ouvriers, le père est très favorable aux idées nazies. Sa mort en 1944 plonge la famille dans la misère. La mère ne peut subvenir aux besoins des enfants, qui sont confiés à des orphelinats. Le jeune Konrad travaille très bien à l'école, et il manifeste un talent précoce pour le dessin ; toutefois, il est trop pauvre pour poursuivre des études. À seize ans, il est placé en apprentissage chez un serrurier, puis il enchaîne les petits boulots : ouvrier dans une usine de textile, manœuvre sur des chantiers, peintre en bâtiment. En 1957, il est serveur au Loebau Youth Club ; quand l'électrophone du club est dérobé, la police le soupçonne. Le 7 juin 1957, peu avant l'aube, Kujau s'enfuit à l'Ouest. Il trouve refuge chez un oncle à Berlin-Ouest, qui le met bientôt à la porte. Seul, sans famille, il n'a nulle part où aller. Il dort dans des foyers de jeunes travailleurs, dans la région de Stuttgart, et mène une vie de petit délinquant. Entre 1958 et 1961, les condamnations pour vol et violences se multiplient, ainsi que les séjours à la prison de Stammheim.
Au début des années 1960, avec sa petite amie et future épouse Edith Lieblang, il ouvre un bar-dancing, le Pelikan. Sa vie devient plus stable, mais c'est pourtant à cette époque qu'il commence à mentir sur son passé. Il prétend s'appeler Peter Fischer, il se vieillit de deux ans ; il affirme aussi avoir été persécuté par la Stasi. Ces mensonges ne paraissent pas avoir eu d'autre but que le plaisir d'inventer des histoires. En 1963, le couple connaît des difficultés financières et doit fermer le Pelikan. Kujau retrouve alors vite l'habitude des combines et des petits trafics : il connaît sa première condamnation pour faux, après avoir contrefait des tickets-restaurant pour un montant de 27 DM. En mars 1968, lors d'un contrôle de routine, la police découvre qu'il utilise de faux papiers, et il est envoyé une nouvelle fois à la prison de Stammheim. Après sa sortie, il crée avec sa femme une société de nettoyage de vitres, la Lieblang Cleaning Company. Les premiers temps, leur entreprise a peu de clients, et Edith doit conserver un emploi de serveuse à temps partiel pour aider le ménage. Konrad apporte lui aussi un complément de revenus, en utilisant son talent pour le dessin – ainsi que son sens commercial : s'apercevant qu'il existe une importante demande pour des tableaux représentant des scènes de guerre, il a l'idée de peindre ses clients dans des épisodes glorieux de la Seconde Guerre mondiale. Le chauffeur de taxi Drittenthaeler est ainsi représenté sur la tourelle d'un tank en train de tendre une paire de jumelles au maréchal Rommel. Ces tableaux se vendent très bien, et lui rapportent jusqu'à 2 000 DM pièce, une somme considérable à l'époque.
En 1970, alors qu'il rend visite à sa famille en RDA, Kujau se rend compte que, malgré l'interdiction des autorités communistes, beaucoup de gens ont conservé chez eux des souvenirs militaires nazis : des décorations, des uniformes ou des armes. Il y voit une source de profit facile : en achetant les objets au marché noir et en les revendant à l'Ouest, où la demande est en constante augmentation parmi les collectionneurs de Stuttgart, on peut multiplier les prix par dix. Ce commerce était illégal, la législation est-allemande sur la protection du patrimoine culturel interdisant l'exportation de tout objet antérieur à 1945, a fortiori lorsqu'il s'agissait d'armes. Il est donc surprenant que Kujau ait pu se livrer à ce trafic en franchissant régulièrement, sans être inquiété, l'une des frontières les plus surveillées au monde. Quoi qu'il en soit, on sait que Kujau et sa femme n'ont été arrêtés qu'une seule fois à la frontière. Ils ne furent pas poursuivis, la seule sanction fut la confiscation des biens.
En 1974, la situation financière du couple Kujau est devenue florissante. La Lieblang Cleaning company a obtenu la clientèle d'un grand magasin, d'une chaîne de télévision locale et de plusieurs fast-foods. Elle réalise un bénéfice annuel de 124 000 DM et emploie une demi-douzaine de salariés. Par ailleurs, le trafic d'objets nazis bat son plein : Kujau s'est constitué un noyau de fidèles acheteurs, qui lui achètent rubis sur l'ongle tout ce qu'il est en mesure de rapporter de ses expéditions en RDA. Les reliques du IIIe Reich s'empilent dans l'appartement conjugal au point qu'Edith menace son mari de le quitter s'il ne fait pas de la place. Kujau décide donc de louer une boutique pour y exposer sa marchandise. Le local n'est presque jamais ouvert la journée, mais il devient rapidement un lieu de rendez-vous pour de longues beuveries nocturnes avec des amis et clients collectionneurs. Ces réunions de nostalgiques du nazisme mêlent des personnalités très variées : s'y côtoient d'anciens SS devenus de prospères commerçants, un receveur des postes, le chef de la police locale, un magistrat du parquet… mais aussi des prostituées et de petits escrocs.
Progressivement, Kujau commence à introduire des faux parmi la marchandise authentique qu'il écoule. Ses premières contrefaçons sont des certificats destinés à accroître la valeur des objets vendus : ainsi, un casque authentique de la Première Guerre mondiale, d'une valeur de quelques Marks, pouvait être vendu bien plus cher s'il était accompagné d'un document à en-tête du NSDAP établissant qu'Adolf Hitler l'a porté lors de la bataille d'Ypres en octobre 1914. Kujau produit essentiellement de faux manuscrits de Hitler, mais il contrefait également des lettres de Göring, Himmler, Bormann, Rudolf Hess et Joseph Goebbels. S'il parvient à imiter assez adroitement l'écriture et la signature de ses modèles, son travail est dans l'ensemble très grossier : il se sert d'articles de papeterie modernes (le papier, l'encre et la colle qu'il emploie n'existaient pas dans les années 1930 et 1940) qu'il vieillit en les trempant dans du thé. Son vocabulaire est souvent anachronique et sa langue est truffée de fautes. Il ne se donne pas beaucoup de mal car il sait que ses clients sont crédules, et surtout qu'ils ne feront jamais vérifier leurs achats par un expert : la loi allemande interdit l'exposition publique d'objets nazis, et les collections sont tenues soigneusement cachées.
Encouragé par la facilité avec laquelle il écoule sa marchandise, Kujau passe à la vitesse supérieure : il se lance dans la production de faux tableaux, vendus comme étant de la main de Hitler. Après son échec à l'examen d'entrée de l'école des Beaux-arts de Vienne, Adolf Hitler a persévéré plusieurs années dans la peinture. Pendant ses années de bohème à Vienne, entre 1907 et 1913, il a produit plusieurs centaines, peut-être plusieurs milliers d'œuvres (peintures à l'huile et aquarelles, dessins, cartes postales). Il y a là un terrain de jeu idéal pour le faussaire : d'une part les œuvres originales sont médiocres d'un point de vue artistique, donc faciles à imiter, d'autre part elles sont extrêmement nombreuses et n'ont fait l'objet d'aucun travail sérieux de recension. Kujau peut donc donner libre cours à son imagination et choisir des thèmes susceptibles de plaire à ses clients : des caricatures, des nus ou des scènes de combat – alors même que Hitler n'a jamais dans ses peintures traité de tels sujets. Conformément à sa technique maintenant bien éprouvée, Kujau accompagne ces peintures et ces dessins de notes manuscrites censément écrites par Hitler lui-même, ou par Martin Bormann, qui certifient l'authenticité de l'œuvre. Pour justifier son accès à des objets ayant appartenu à de hauts dirigeants du IIIe Reich, Kujau invoque différentes sources, toutes situées en RDA : un ancien responsable de la SS, le directeur corrompu d'un musée historique, et surtout son propre frère, dont il prétend qu'il est général dans l'armée est-allemande.
En 1958, il commence des études à l'Académie des beaux-arts de Stuttgart. Pendant ce temps, il travaille avec des peintres et des restaurateurs. En 1961, il abandonne ses études et travaille comme artiste indépendant.
Par un groupe d'anciens nazis, il entra en contact avec le journaliste Gerd Heidemann à Hambourg, au début des années 1980. En 1983, il réussit à vendre au magazine Stern un total de 62 volumes de faux Carnets d'Hitler pour 9,3 millions de DM. Dans le procès sur les contrefaçons devant le tribunal de district de Hambourg, Kujau a été condamné en juillet 1985 pour fraude à quatre ans et six mois de prison, mais libéré après trois ans à cause de son cancer du larynx.
Après sa libération, il ouvre un atelier dans lequel il vend de « réelles contrefaçons de Kujau ». Par exemple, il a réussi à imiter fallacieusement L'Homme au casque d'or. Ce n'était pas illégal, tant qu'il n'essayait pas de vendre la toile comme un véritable Rembrandt. Il meurt d'un cancer du larynx en l'an 2000.

## Postérité
En 2021, l'acteur Moritz Bleibtreu interprète son rôle dans la mini série Faking Hitler, l'arnaque du siècle.